# Маркос Гонсалес
Маркос Гонсалес (ісп. Marcos González, нар. 9 червня 1980, Ріо-де-Жанейро) — чилійський футболіст, захисник клубу «Уніон Еспаньйола» та національної збірної Чилі.

## Клубна кар'єра
У дорослому футболі дебютував 1999 року виступами за команду клубу «Універсідад де Чилі», в якій провів два сезони, взявши участь у 23 матчах чемпіонату. 
Згодом з 2002 по 2007 рік грав у складі команд «Рейнджерс» (Талька), «Універсідад де Чилі», аргентинського «Колона», «Палестіно» та американського «Коламбус Крю».
Своєю грою за останню команду знову привернув увагу представників тренерського штабу клубу «Універсідад де Чилі», до складу якого повернувся 2008 року. Цього разу відіграв за команду із Сантьяго наступні чотири сезони своєї ігрової кар'єри.
Протягом 2012—2014 років грав у Бразилії, захищав кольори «Фламенго».
До складу клубу «Уніон Еспаньйола» приєднався на початку 2014 року.

## Виступи за збірну
2002 року дебютував в офіційних матчах у складі національної збірної Чилі. Наразі провів у формі головної команди країни 27 матчів, забивши 2 голи.